# Mine antichar
Une mine antichar (en abrégé « mine AT ») est un type de mine terrestre conçue pour endommager ou détruire des véhicules, y compris des chars et des véhicules blindés ou non.

## Description
Comparées aux mines antipersonnel, les mines antichar ont généralement une charge explosive beaucoup plus importante et une fusée conçue pour être déclenchée par des véhicules (poids, vibrations, son, traction ou rupture d'un fil, magnétisme, capteurs optroniques externes, etc.) ou, dans certains cas, par Télécommande.

## Mines hors route à charge dirigée

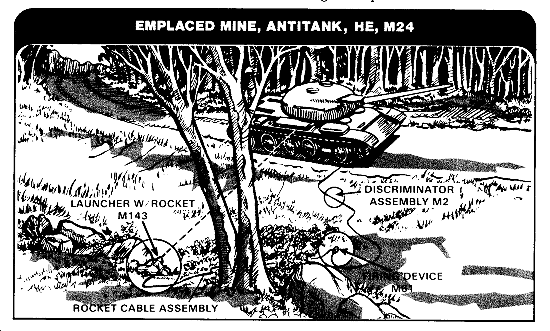
Comment utiliser une mine antichar américaine hors-route M-24

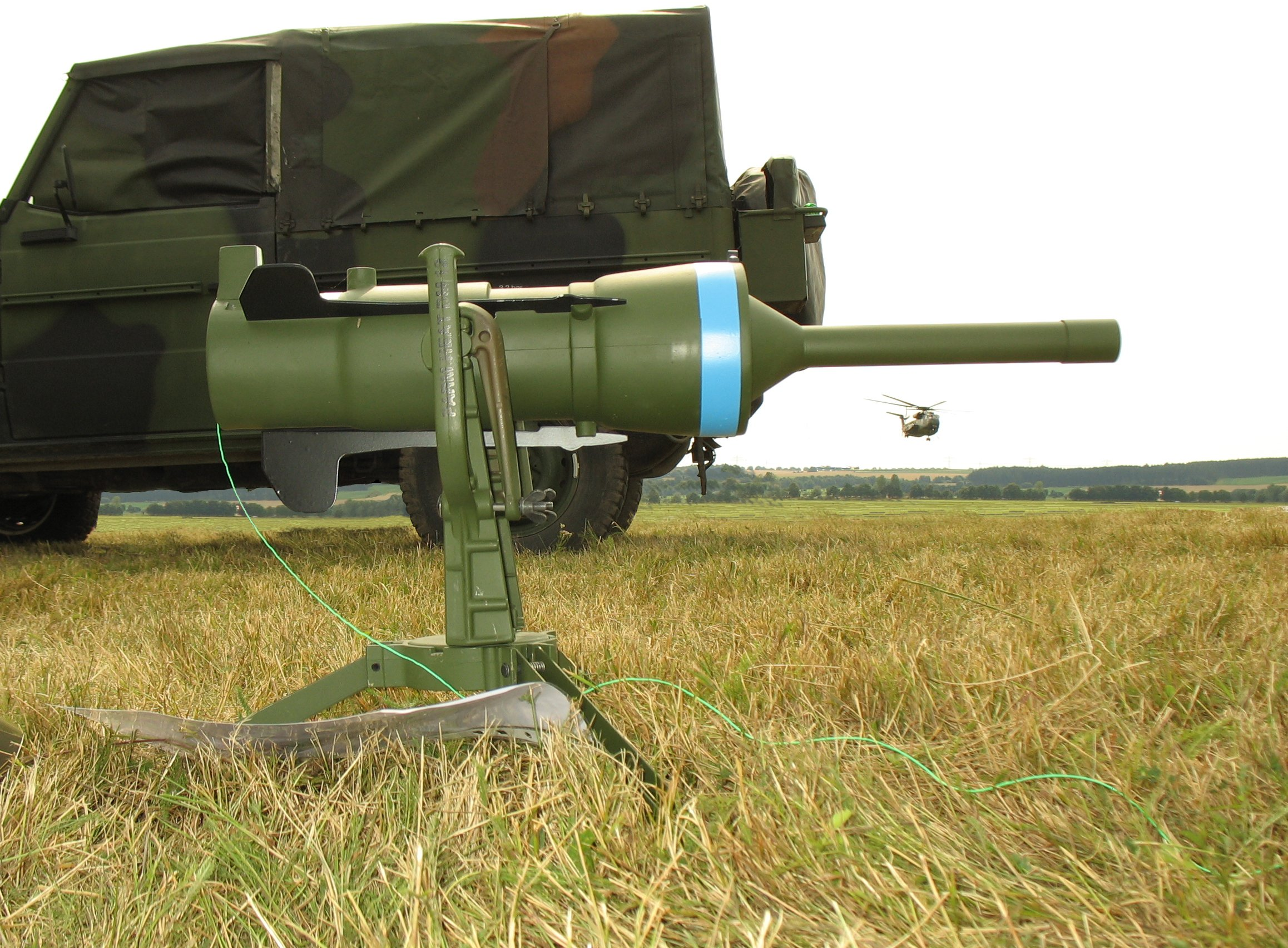
Mine antichar à charge dirigée PARM HEAT DM12

Les mines hors route à charge dirigée sont conçues pour être efficaces lorsqu'elles explosent à côté d'un véhicule plutôt que sous le véhicule. Elles sont utiles dans les cas où le sol ou la surface ne convient pas pour enterrer ou dissimuler une mine. Elles emploient normalement une charge génératrice de noyau. Ce principe a été utilisé pour pour des engin explosif improvisé (EEI ou IED) en Israël et surtout en Irak.
Les mines hors route à charge creuse utilisant l'effet Munroe sont plus rarement rencontrées, car ce type de charge nécessite une mise à feu au contact du blindage, mais elles sont beaucoup plus pénétrantes et peuvent percer des blindages plus épais et sophistiqués. On peut citer la mine ARGES (en) britano-franco-allemande à charge tandem les mines PARM allemandes ou la PTKM-1R russe.

## Véhicules poseurs de mines/de minage

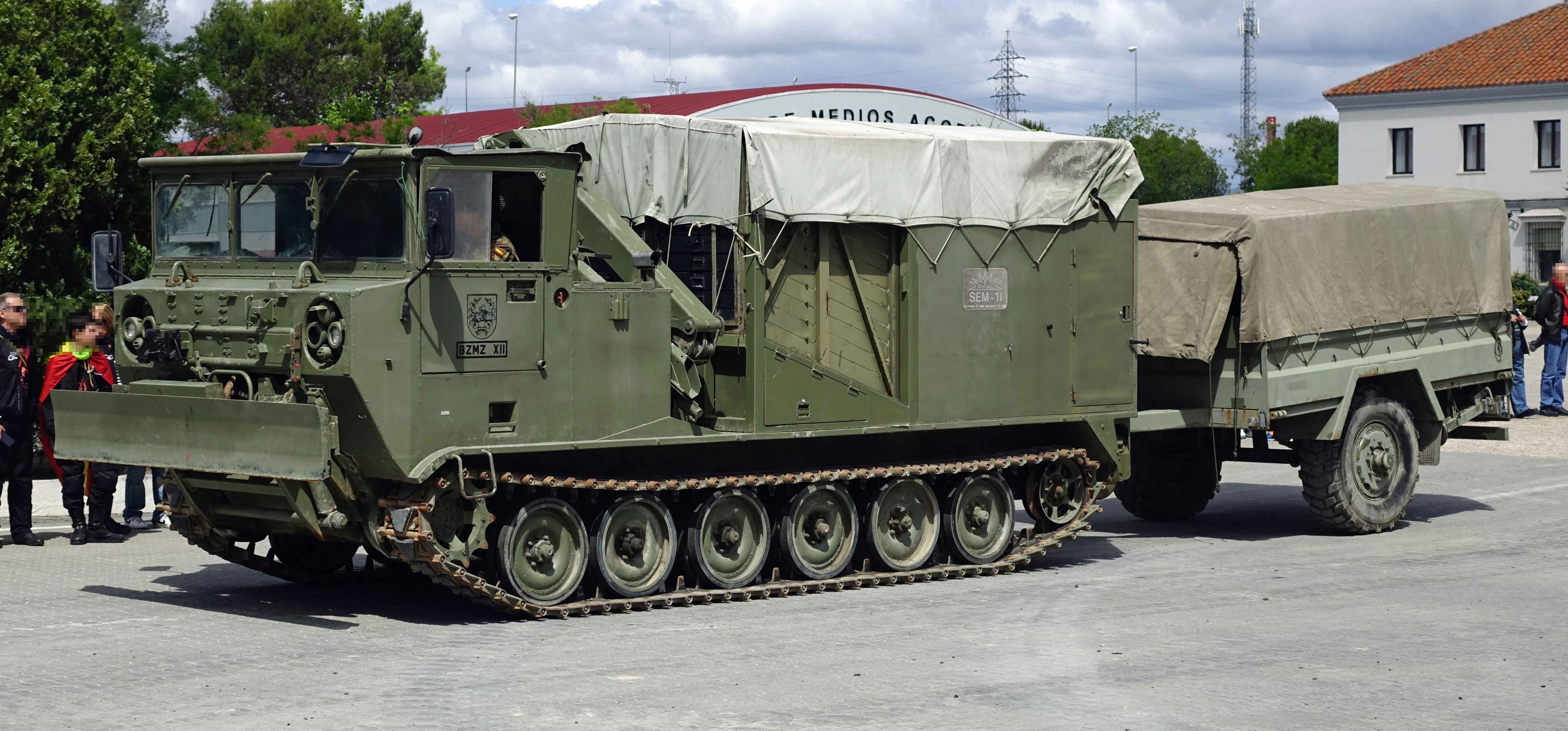
Version espagnole du M548 en véhicule de minage, projetant la mine antichar C-3-A/B

Un véhicule de minage/poseur de mines permet de projeter un champ de mines en peu de temps, les versions en véhicules amphibies permettent d'en poser sur les plages pour empêcher ou retarder un débarquement.